# Suurikuusikko

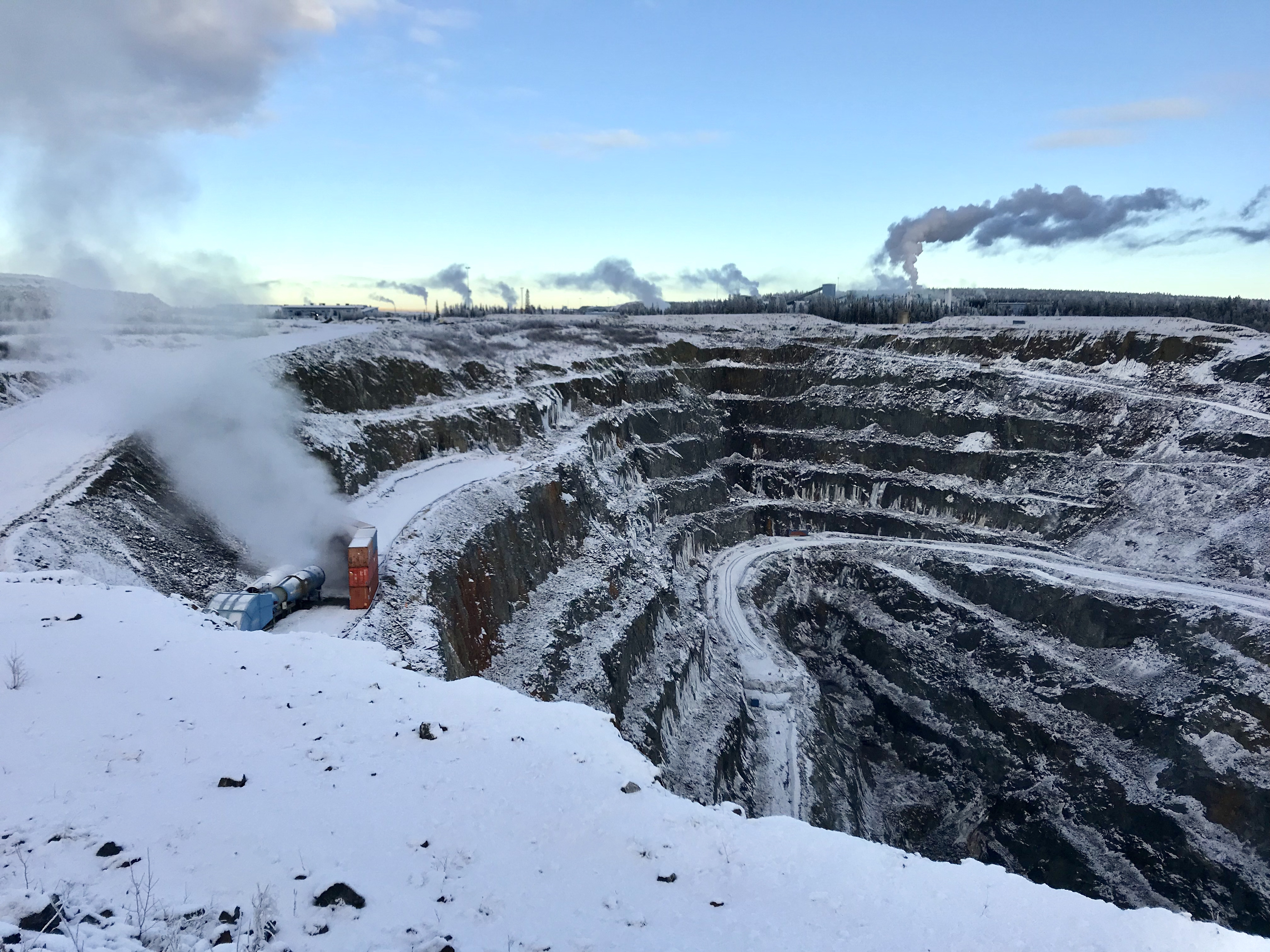
Tidigare dagbrott i Suurikuusikko, 2017

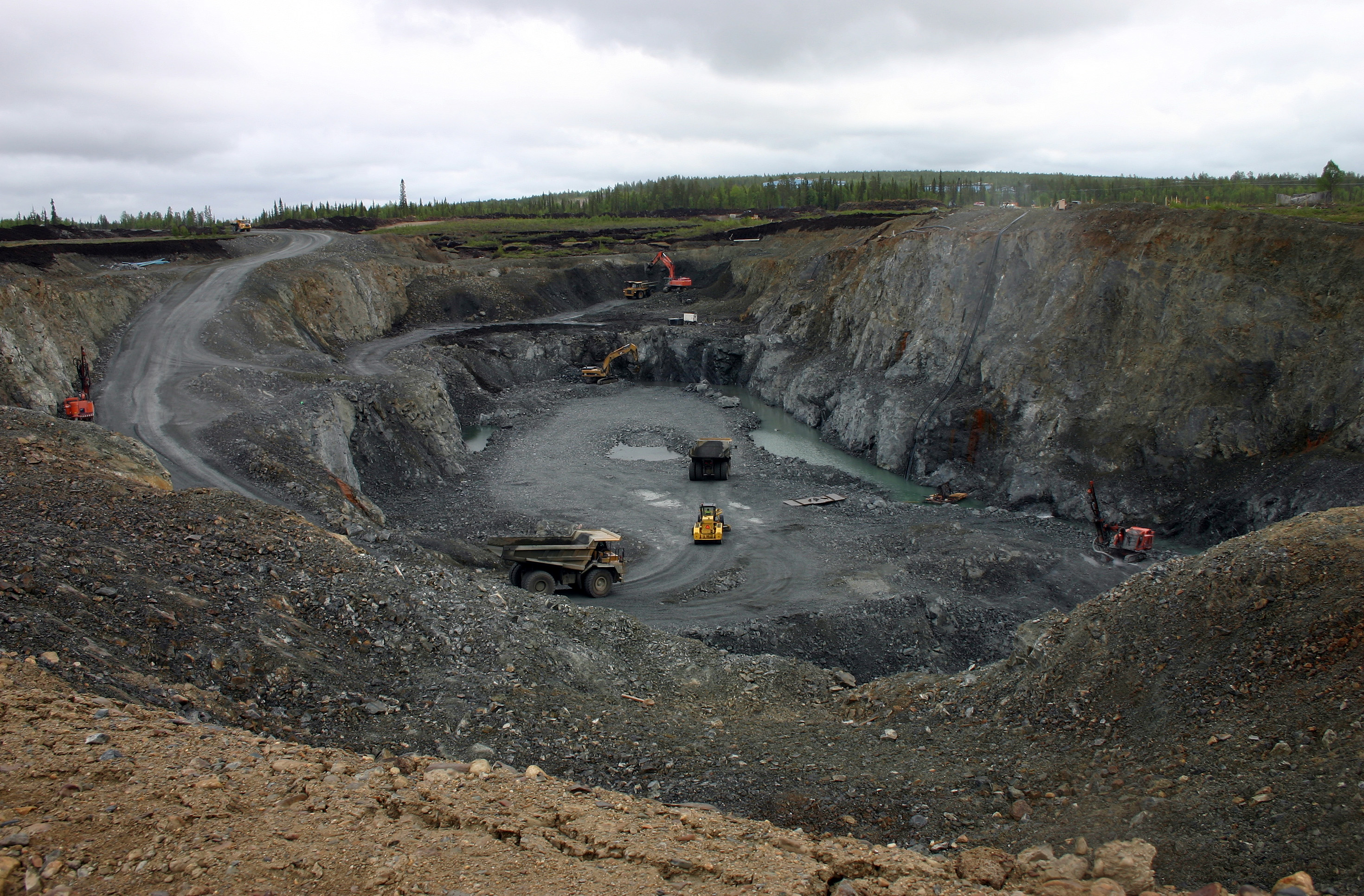
Anläggning av ett av de två dagbrotten i Suurikuusikko, 2007

Suurikuusikko, eller Kittilägruvan, är en finländsk guldgruva, 36 kilometer nordost om Kittilä i Lappland. Den ägs av kanadensiska Agnico Eagle Mines Ltd och är den största guldgruvan i Europa.
Guldfyndigheten i Kittilä upptäcktes i samband med vägarbeten. Geologiska forskningscentralen genomförde prospektering 1986-1991. 
Fyndigheten i Kittilä såldes 1998 av finländska staten till svenska Riddarhyttan Resources AB. Agnico Eagle Mines köpte in sig i Riddarhyttan 2004 och tog över helt 2005. 
Anläggning av de två dagbrotten "Suuri" och "Roura" påbörjades 2007 och malmutvinning i maj 2008. Gruvan har från 2010 utvidgats med en underjordsgruva. Från 2012 bedrivs all malmutvinning under jord.
Gruvan sysselsatte 2024 ungefär 500 anställda och 400 anställda hos underleverantörer.
Återstående fyndigheter beräknas räcka åtminstone till och med 2034.
År 2020 producerade gruvan 6 473 kilogram guld med en brytning av 1,84 kubikmeter malm, vilket har den högsta mängden dittills. Malmen anrikas i en anläggning vid gruvan till doréguld.